# Muscari anatolicum
Muscari anatolicum är en sparrisväxtart som beskrevs av Elizabeth Jill Cowley och Neriman Özhatay. Muscari anatolicum ingår i släktet pärlhyacinter, och familjen sparrisväxter. Inga underarter finns listade i Catalogue of Life.